# Пифке, Иоганн Готфрид
Иоганн Готфрид Пифке (нем. Johann Gottfried Piefke; 9 сентября 1815, Сквежина — 25 января 1884, Франкфурт-на-Одере) — прусский композитор, гобоист, дирижёр, исполнитель военной музыки.

## Биография

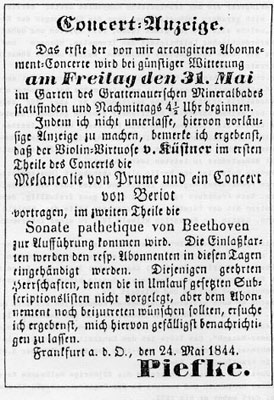
Объявление о концерте Пифке во Франкфурте-на-Одере в 1844

Пифке родился в семье Иоганна и Доротеи Пифке, его отец был органистом.
1 мая 1835 года поступил на военную службу в качестве гобоиста в 8-й Лейб-гренадерский полк во Франкфурте-на-Одере.
1 сентября 1838 года поступил в высшее музыкальное училище в Берлине, где у него была любовная связь с княгиней фон Трахенберг.
1 июня 1843 года вернулся в свою часть в качестве штаб-гобоиста. В 1852 был переведён с частью полка в Берлин и получил там признание как музыкант. 23 июня 1859 получил звание Королевского директора музыки.
В 1860 году Пифке снова вернулся во Франкфурт в связи с мобилизацией. В 1864 он принял участие в Датской войне. Во время Битвы при Дюббеле под его руководством был подан сигнал к атаке.
20 марта 1865 года он был назначен начальником оркестров III армейского корпуса самим прусским королём Вильгельмом I.
В 1866 году после окончания прусско-австрийской войны он руководил организацией огромного военного парада на Мархфельде в Гензерндорфе, в 20 км к северо-востоку от Вены, в честь победы прусских войск. Пифке, отличавшийся высоким ростом, маршировал во главе музыкантов вместе со своим братом Рудольфом, который тоже был высотой 1 м 90 см.
Жители Вены, центра изысканной музыкальной культуры, говорили после этого парада военных маршей «Пифки пришли». После этого прозвище «Пифке» закрепилось в Вене как презрительное название жителей северной части Германии. Эта версия происхождения прозвища оспаривается.
Пифке заболел при штурме Меца во время Франко-прусской войны 1870—1871 и вернулся в свою часть. После окончания баталий он вернулся к классической музыке, стал организовывать во Франкфурте концерты.
Пифке умер 25 января 1884 года, после трёх дней военных почестей он был похоронен на Старом кладбище Франкфурта-на-Одере. Могила его не сохранилась.

## Сочинения
Помимо военной музыки он занимался обработкой классических музыкальных произведений и организацией концертов. Однако прославился он многочисленными военными маршами своего сочинения. Самым знаменитым стали марши «Прусская cлава», «Марш Дюббельской битвы» и «Кёниггрецкий марш».

## Военные награды
- Крест за штурм Дюббеля, 1864
- Золотая медаль кайзера Австро-Венгрии, 1865
- Орден Королевского Дома Гогенцоллернов, 18 января 1869
- Железный Крест II класса, 1871
- Орден Прусской Короны IV класса, 1880

## Память
В кинематографе
- Иоганн Готфрид Пифке появляется в шестой серии сериала «1864»[дат.] как раз накануне Битвы при Дюббеле. Его роль исполнил Райнер Райнерс (Rainer Reiners).